# Ashbury (Oxfordshire)
Ashbury est une paroisse civile et un village de l'Oxfordshire, en Angleterre.